# Lliga de Campions de la WSE masculina
|  | Aquest article és sobre la competició masculina. Per a la competició femenina, vegeu Lliga de Campions de la WSE femenina |

La Lliga de Campions de la WSE masculina (oficilament en anglès: WSE Champions League Men), i anteriorment com a Copa d'Europa, Lliga de Campions de la CERH i Lliga Europea de la CERH, és una competició esportiva de clubs d'hoquei sobre patins europeus, creada el 1965. De caràcter anual, és organitzada per la World Skate Europe Rink Hockey i competeixen els millors clubs europeus de l'especialitat, en la seva majoria catalans, italians i portuguesos. La competició es disputa en dues fases, una primera de classificació en format de lligueta a doble partit i una segona on els quatre semifinalistes disputen una final four en una seu neutral, que determina el campió de la competició. El guanyador de la competició és declarat campió d'Europa i té dret a participar en la Copa Continental i Intercontinental de la temporada següent.
Des de la seva fundació, la final de la Copa d'Europa es disputà en format d'eliminació a doble partit, essent campió l'equip que aconseguia un nombre més gran de gols. La temporada 1996-97 es reestructuraren les competiciones europees i es fusionaren la Copa i la Recopa d'Europa per crear una de nova competició, la Lliga de Campions, que posteriorment adoptà el nom de Lliga Europea el 2005, i, amb el canvi de nom de la federació esportiva, es reanomenà al seu nom actual la temporada 2022-23.
Històricament, els clubs catalans són els grans dominadors de la competició amb quaranta títols, destacant el Futbol Club Barcelona amb vint-i-dos, el Reus Deportiu amb vuit i l'Igualada Hoquei Club amb sis. Destaca també el Hockey Club Liceo amb sis títols, així com la irrupció dels clubs portuguesos des de la dècada del 2010.

## Historial
| En negreta = Equip guanyador (1) = Nombre de títols 1-1 = Marcador campió-subcampió (prò.) = Pròrroga (p.) = Penals Nota: Noms dels equips segons l'època |

| Edició                              | Temp.                               | Data                                                   | Campió                                                 | Resultat                                               | Subcampió                                              | Seu                                                    | Ref.                                |
| Copa d'Europa d'hoquei sobre patins | Copa d'Europa d'hoquei sobre patins | Copa d'Europa d'hoquei sobre patins                    | Copa d'Europa d'hoquei sobre patins                    | Copa d'Europa d'hoquei sobre patins                    | Copa d'Europa d'hoquei sobre patins                    | Copa d'Europa d'hoquei sobre patins                    | Copa d'Europa d'hoquei sobre patins |
| ----------------------------------- | ----------------------------------- | ------------------------------------------------------ | ------------------------------------------------------ | ------------------------------------------------------ | ------------------------------------------------------ | ------------------------------------------------------ | ----------------------------------- |
| I                                   | 1965-66                             | N/D                                                    | CP Voltregà (1)                                        | 2-6 / 3-1                                              | HC Monza                                               | Monza (anada) / St. Hipòlit de Voltregà (tornada)      |                                     |
| II                                  | 1966-67                             | N/D                                                    | Reus Deportiu (1)                                      | 3-3 / 6-3                                              | HC Monza                                               | Monza (anada) / Reus (tornada)                         |                                     |
| III                                 | 1967-68                             | N/D                                                    | Reus Deportiu (2)                                      | 0-2 / 6-2                                              | US Triestina                                           | Trieste (anada) / Reus (tornada)                       |                                     |
| IV                                  | 1968-69                             | N/D                                                    | Reus Deportiu (3)                                      | 7 -1 / 3-0                                             | SL Benfica                                             | Reus (anada) / Lisboa (tornada)                        |                                     |
| V                                   | 1969-70                             | N/D                                                    | Reus Deportiu (4)                                      | 7-5 / 6-8                                              | CP Voltregà                                            | Reus (anada) / St. Hipòlit de Voltregà (tornada)       |                                     |
| VI                                  | 1970-71                             | N/D                                                    | Reus Deportiu (5)                                      | 7-7 / 9-4                                              | Hockey Novara                                          | Novara (anada) / Reus (tornada)                        |                                     |
| VII                                 | 1971-72                             | N/D                                                    | Reus Deportiu (6)                                      | 10-2 / 11-0                                            | Hockey Novara                                          | Novara (anada) / Reus (tornada)                        |                                     |
| VIII                                | 1972-73                             | N/D                                                    | FC Barcelona (1)                                       | 5-3 / 7-7                                              | SL Benfica                                             | Barcelona (anada) / Lisboa (tornada)                   |                                     |
| IX                                  | 1973-74                             | N/D                                                    | FC Barcelona (2)                                       | 8-2 / 5-4                                              | GD Lourenço Marques                                    | Barcelona (anada) / ? (tornada)                        |                                     |
| X                                   | 1974-75                             | N/D                                                    | CP Voltregà (2)                                        | 5-5 / 4-6                                              | FC Barcelona                                           | St. Hipòlit de Voltregà (anada) / Barcelona (tornada)  |                                     |
| XI                                  | 1975-76                             | N/D                                                    | CP Voltregà (3)                                        | 2-2 / 3-1                                              | FC Barcelona                                           | Barcelona (anada) / St. Hipòlit de Voltregà (tornada)  |                                     |
| XII                                 | 1976-77                             | N/D                                                    | Sporting CP (1)                                        | 6-0 / 3-6                                              | CP Vilanova                                            | Lisboa (anada) / Vilanova i la Geltrú (tornada)        |                                     |
| XIII                                | 1977-78                             | N/D                                                    | FC Barcelona (3)                                       | 8-2 / 1-5                                              | Royal Sunday's                                         | Barcelona (anada) / Brussel·les (tornada)              |                                     |
| XIV                                 | 1978-79                             | N/D                                                    | FC Barcelona (4)                                       | 3-1 / 6-2                                              | Reus Deportiu                                          | Reus (anada) / Barcelona (tornada)                     |                                     |
| XV                                  | 1979-80                             | N/D                                                    | FC Barcelona (5)                                       | 5-2 / 3-6                                              | SL Benfica                                             | Barcelona (anada) / Lisboa (tornada)                   |                                     |
| XVI                                 | 1980-81                             | N/D                                                    | FC Barcelona (6)                                       | 6-1 / 2-6                                              | AFP Giovinazzo                                         | Barcelona (anada) / Giovinazzo (tornada)               |                                     |
| XVII                                | 1981-82                             | N/D                                                    | FC Barcelona (7)                                       | 4-1 / 4-6                                              | Amatori Lodi                                           | Barcelona (anada) / Lodi (tornada)                     |                                     |
| XVIII                               | 1982-83                             | N/D                                                    | FC Barcelona (8)                                       | 1-9 / 14-6                                             | HC Sentmenat                                           | Sentmenat (anada) / Barcelona (tornada)                |                                     |
| XIX                                 | 1983-84                             | N/D                                                    | FC Barcelona (9)                                       | 6-2 / 3-2                                              | HC Liceo                                               | Barcelona (anada) / La Corunya (tornada)               |                                     |
| XX                                  | 1984-85                             | N/D                                                    | FC Barcelona (10)                                      | 5-4 / 6-4                                              | FC Porto                                               | Porto (anada) / Barcelona (tornada)                    |                                     |
| XXI                                 | 1985-86                             | N/D                                                    | FC Porto (1)                                           | 5-3 / 5-7                                              | Hockey Novara                                          | Porto (anada) / Novara (tornada)                       |                                     |
| XXII                                | 1986-87                             | N/D                                                    | HC Liceo (1)                                           | 2-4 / 4-3                                              | FC Porto                                               | Porto (anada) / La Corunya (tornada)                   |                                     |
| XXIII                               | 1987-88                             | N/D                                                    | HC Liceo (2)                                           | 2-1 / 4-1                                              | Hockey Novara                                          | Novara (anada) / La Corunya (tornada)                  |                                     |
| XXIV                                | 1988-89                             | N/D                                                    | AA Noia (1)                                            | 4-7 / 3-1                                              | Sporting CP                                            | Lisboa (anada) / Sant Sadurní d'Anoia (tornada)        | [ 2 ]                               |
| XXV                                 | 1989-90                             | N/D                                                    | FC Porto (2)                                           | 6-0 / 2-5                                              | AA Noia                                                | Porto (anada) / Sant Sadurní d'Anoia (tornada)         |                                     |
| XXVI                                | 1990-91                             | N/D                                                    | OC Barcelos (1)                                        | 4-4 / 3-3 (4-3, p.)                                    | Roller Monza                                           | Barcelos (anada) / Monza (tornada)                     |                                     |
| XXVII                               | 1991-92                             | N/D                                                    | HC Liceo (3)                                           | 6-7 / 2-2                                              | HC Seregno                                             | Seregno (anada) / La Corunya (tornada)                 |                                     |
| XXVIII                              | 1992-93                             | N/D                                                    | Igualada HC (1)                                        | 4-1 / 3-8                                              | SL Benfica                                             | Igualada (anada) / Lisboa (tornada)                    |                                     |
| XXIX                                | 1993-94                             | N/D                                                    | Igualada HC (2)                                        | 4-7 / 3-2                                              | OC Barcelos                                            | Barcelos (anada) / Igualada (tornada)                  |                                     |
| XXX                                 | 1994-95                             | N/D                                                    | Igualada HC (3)                                        | 4-3 / 3-1                                              | SL Benfica                                             | Lisboa (anada) / Igualada (tornada)                    |                                     |
| XXXI                                | 1995-96                             | N/D                                                    | Igualada HC (4)                                        | 0-0 / 2-2 (2-1, p.)                                    | FC Barcelona                                           | Igualada (anada) / Barcelona (tornada)                 |                                     |
| Lliga de Campions de la CERH        |                                     |                                                        |                                                        |                                                        |                                                        |                                                        |                                     |
| XXXII                               | 1996-97                             |                                                        | FC Barcelona (11)                                      | 3-3 (1-0, p.)                                          | FC Porto                                               | Palau Blaugrana, Barcelona                             | [ 3 ]                               |
| XXXIII                              | 1997-98                             |                                                        | Igualada HC (5)                                        | 8-1                                                    | HC Amatori Vercelli                                    | PalaPregnolato, Vercelli                               |                                     |
| XXXIV                               | 1998-99                             |                                                        | Igualada HC (6)                                        | 5-5 (1-0, p.)                                          | FC Porto                                               | Pavelló Les Comes, Igualada                            | [ 4 ]                               |
| XXXV                                | 1999-00                             | 30-04-2000                                             | FC Barcelona (12)                                      | 3-2 (prò.)                                             | FC Porto                                               | Pavilhão Rosa Mota, Oporto                             | [ 5 ]                               |
| XXXVI                               | 2000-01                             | 29-04-2001                                             | FC Barcelona (13)                                      | 4-2 (prò.)                                             | HC Liceo                                               | Palacio de Deportes San Pablo, Sevilla                 | [ 6 ]                               |
| XXXVII                              | 2001-02                             | 28-04-2002                                             | FC Barcelona (14)                                      | 2-1 (prò.)                                             | OC Barcelos                                            | Pavilhão Multiusos de Guimarães                        | [ 7 ]                               |
| XXXVIII                             | 2002-03                             | 11-05-2003                                             | HC Liceo (4)                                           | 3-3 (1-0, p.)                                          | Igualada HC                                            | Pazo dos Deportes de Riazor, La Corunya                | [ 8 ]                               |
| XXXIX                               | 2003-04                             | 16-05-2004                                             | FC Barcelona (15)                                      | 3-0                                                    | FC Porto                                               | PalaBarsacchi, Viareggio                               |                                     |
| XL                                  | 2004-05                             | 15-05-2005                                             | FC Barcelona (16)                                      | 3-2                                                    | FC Porto                                               | Pavelló Olímpic Municipal de Reus                      |                                     |
| Lliga europea d'hoquei sobre patins |                                     |                                                        |                                                        |                                                        |                                                        |                                                        |                                     |
| XLI                                 | 2005-06                             | N/D                                                    | Follonica Hockey (1)                                   | lligueta                                               | FC Porto                                               | Palácio dos Desportos, Torres Novas                    |                                     |
| XLII                                | 2006-07                             | 01-04-2007                                             | FC Barcelona (17)                                      | 5-2                                                    | Bassano Hockey 54                                      | PalaBassano, Bassano del Grappa                        |                                     |
| XLIII                               | 2007-08                             | 11-05-2008                                             | FC Barcelona (18)                                      | 5-2                                                    | Reus Deportiu                                          | Palau Blaugrana, Barcelona                             | [ 9 ]                               |
| XLIV                                | 2008-09                             | 03-05-2009                                             | Reus Deportiu (7)                                      | 2-2 (2-1, p.)                                          | CP Vic                                                 | PalaBassano, Bassano del Grappa                        | [ 10 ]                              |
| XLV                                 | 2009-10                             | 30-05-2010                                             | FC Barcelona (19)                                      | 4-1                                                    | CP Vic                                                 | PalaLido, Valdagno                                     |                                     |
| XLVI                                | 2010-11                             | 21-05-2011                                             | HC Liceo (5)                                           | 7-4                                                    | Reus Deportiu                                          | Poliesportiu d'Andorra, Andorra la Vella               |                                     |
| XLVII                               | 2011-12                             | 27-05-2012                                             | HC Liceo (6)                                           | 4-2                                                    | FC Barcelona                                           | PalaCastellotti, Lodi                                  |                                     |
| XLVIII                              | 2012-13                             | 02-06-2013                                             | SL Benfica (1)                                         | 6-5 (prò.)                                             | FC Porto                                               | Dragão Caixa, Oporto                                   |                                     |
| XLIX                                | 2013-14                             | 04-05-2014                                             | FC Barcelona (20)                                      | 3-1                                                    | FC Porto                                               | Palau Blaugrana, Barcelona                             |                                     |
| L                                   | 2014-15                             | 03-05-2015                                             | FC Barcelona (21)                                      | 4-3                                                    | CP Vic                                                 | PalaSind, Bassano del Grappa                           |                                     |
| LI                                  | 2015-16                             | 15-05-2016                                             | SL Benfica (2)                                         | 5-3                                                    | UD Oliveirense                                         | Pavilhão Fidelidade, Lisboa                            |                                     |
| LII                                 | 2016-17                             | 14-05-2017                                             | Reus Deportiu (8)                                      | 4-1                                                    | UD Oliveirense                                         | Pavelló Barris Nord, Lleida                            |                                     |
| LIII                                | 2017-18                             | 13-05-2018                                             | FC Barcelona (22)                                      | 4-2                                                    | FC Porto                                               | Dragão Arena, Porto                                    |                                     |
| LIV                                 | 2018-19                             | 12-05-2019                                             | Sporting CP (2)                                        | 5-2                                                    | FC Porto                                               | Pavilhão João Rocha, Lisboa                            |                                     |
| LV                                  | 2019-20                             | Edició suspesa pel risc públic de contagi del COVID-19 | Edició suspesa pel risc públic de contagi del COVID-19 | Edició suspesa pel risc públic de contagi del COVID-19 | Edició suspesa pel risc públic de contagi del COVID-19 | Edició suspesa pel risc públic de contagi del COVID-19 | [ 11 ]                              |
| LVI                                 | 2020-21                             | 16-05-2021                                             | Sporting CP (3)                                        | 4-3 (prò.)                                             | FC Porto                                               | Pavilhão Gimnodesportivo do Luso                       | [ 12 ]                              |
| LVII                                | 2021-22                             | 15-05-2022                                             | GSH Trissino (1)                                       | 4-4 (3-1, p.)                                          | AD Valongo                                             | Palácio dos Desportos de Torres Novas                  | [ 13 ]                              |
| Lliga de Campions de la WSE         |                                     |                                                        |                                                        |                                                        |                                                        |                                                        |                                     |
| LVIII                               | 2022-23                             | 07-05-2023                                             | FC Porto (3)                                           | 5-1                                                    | AD Valongo                                             | Pavilhão José Natário. Viana do Castelo                | [ 14 ]                              |
| LIX                                 | 2023-24                             | 12-05-2024                                             | Sporting CP (4)                                        | 2-1                                                    | UD Oliveirense                                         | Pavilhão Rosa Mota, Porto                              | [ 15 ]                              |

## Palmarès
| Equip                        | Campió | Subcampió | Finals | Anys campió | Anys subcampió |
| ---------------------------- | ------ | --------- | ------ | --- | --- |
| Futbol Club Barcelona        | 22     | 4         | 26     | 1972-73, 1973-74, 1977-78, 1978-79, 1979-80, 1980-81, 1981-82, 1982-83, 1983-84, 1984-85, 1996-97, 1999-00, 2000-01, 2001-02, 2003-04, 2004-05, 2006-07, 2007-08, 2009-10, 2013-14, 2014-15, 2017-18 | 1974-75, 1975-76, 1995-96, 2011-12                                                                                  |
| Reus Deportiu                | 8      | 3         | 11     | 1966-67, 1967-68, 1968-69, 1969-70, 1970-71, 1971-72, 2008-09, 2016-17 | 1978-79, 2007-08, 2010-11                                                                                           |
| Hockey Club Liceo            | 6      | 2         | 8      | 1986-87, 1987-88, 1991-92, 2002-03, 2010-11, 2011-12 | 1983-84, 2000-01 |
| Igualada Hoquei Club         | 6      | 1         | 7      | 1992-93, 1993-94, 1994-95, 1995-96, 1997-98, 1998-99 | 2002-03 |
| Sporting Clube de Portugal   | 4      | 1         | 5      | 1976-77, 2018-19, 2020-21, 2023-24 | 1988-89 |
| Futebol Clube do Porto       | 3      | 13        | 16     | 1985-86, 1989-90, 2022-23 | 1984-85, 1986-87, 1996-97, 1998-99, 1999-00, 2003-04, 2004-05, 2005-06, 2012-13, 2013-14, 2017-18, 2018-19, 2020-21 |
| Club Patí Voltregà           | 3      | 1         | 4      | 1965-66, 1974-75, 1975-76 | 1969-70 |
| Sport Lisboa e Benfica       | 2      | 5         | 7      | 2012-13, 2015-16 | 1968-69, 1972-73, 1979-80, 1992-93, 1994-95                                                                         |
| Óquei Clube de Barcelos      | 1      | 2         | 3      | 1990-91 | 1993-94, 2001-02 |
| Club Esportiu Noia           | 1      | 1         | 2      | 1988-89 | 1989-90 |
| AP Follonica Hockey          | 1      | —         | 1      | 2005-06 | — |
| GS Hockey Trissino           | 1      | —         | 1      | 2021-22 | — |
| Hockey Novara                | —      | 4         | 4      | — | 1970-71, 1971-72, 1985-86, 1987-88                                                                                  |
| Club Patí Vic                | —      | 3         | 3      | — | 2008-09, 2009-10, 2014-15                                                                                           |
| União Desportiva Oliveirense | —      | 3         | 3      | — | 2015-16, 2016-17, 2023-24                                                                                           |
| HC Monza                     | —      | 2         | 2      | — | 1965-66, 1966-67 |
| AD Valongo                   | —      | 2         | 2      | — | 2021-22, 2022-23 |
| US Triestina                 | —      | 1         | 1      | — | 1967-68 |
| Grupo Desportivo de Maputo   | —      | 1         | 1      | — | 1973-74 |
| Club Patí Vilanova           | —      | 1         | 1      | — | 1976-77 |
| CH Sunday's Bruxelles        | —      | 1         | 1      | — | 1977-78 |
| AFP Giovinazzo               | —      | 1         | 1      | — | 1980-81 |
| Amatori Lodi                 | —      | 1         | 1      | — | 1981-82 |
| Hoquei Club Sentmenat        | —      | 1         | 1      | — | 1982-83 |
| Roller Monza                 | —      | 1         | 1      | — | 1990-91 |
| HC Seregno                   | —      | 1         | 1      | — | 1991-92 |
| HC Amatori Vercelli          | —      | 1         | 1      | — | 1997-98 |
| Bassano Hockey 54            | —      | 1         | 1      | — | 2006-07 |

## Jugadors amb més títols
El jugador amb major nombre de títols a nivell personal és Aitor Egurrola amb 11 Copes d'Europa. El jugador de camp Sergi Centell el segueix amb 10 Copes d'Europa. Són els jugadors amb major nombre de títols a nivell personal, guanyats tots ells amb el FC Barcelona.